# پیچکه
پیچَکِه (نام علمی: Allium longisepalum) نوعی سیر کوهی است که برگ‌هایی سه‌گوش دارد و مزهٔ آن به پیازچهٔ خام شبیه است، و از آن در خوراک‌هایی همچون کلانه استفاده می‌شود.
این گیاه برگ‌هایی باریک همچون گیاه تره دارد و از جوشاندهٔ آن برای زدودن ترش‌کردن معده و تلخی دهان استفاده می‌شود. پیچکه برگ‌های بلندی دارد که در انتها سفید بوده و در برش سه‌گوش است. از پیچکه در پخت نان کلانه استفاده می‌شود. پیچکه بسیار تند بوده و هنگام خرد کردن باعث آبریزش می‌شود. در استان کرمانشاه و ایلام این گیاه خوراکی، با نام "پوورچگ" و "پورچگ" و "پیچگ"، معمولاً در فصل بهار از بازارها قابل تهیه است.

## یادداشت
1. ↑  علاوه بر «پیچکه» که نامی رایج است، برخی به آن «پیچک کوهی» نیز گفته‌اند که ابهام‌آمیز است و نباید بکار رود. گیاه پیچکه از سردهٔ Allium (والک) و انواع دیگر پیچک‌ها (مثل پیچک صحرایی) از سردهٔ Convolvulus (پیچک) هستند که این دو بی‌ارتباط هستند. از این رو «پیچک کوهی» گمراه کننده خواهد بود، و «پیچکه» بعنوان اسم خاص بوده و با پیچک خلط نشده و ابهام‌آمیز نخواهد بود.